# Vertigine (film 1942)
Vertigine è un film del 1942 diretto da Guido Brignone.

## Distribuzione
Il film venne distribuito nelle sale cinematografiche italiane il 10 marzo del 1942.